# Omoertag (kan)
Omoertag (Bulgaars: Омуртаг) was de zoon van de Bulgaarse kan Kroem. Hij was van 814 tot 831 kan van de Bulgaren.

## Relatie met Byzantium
Zijn vader slaagde er niet in Constantinopel in te lijven in 813 en bij de voorbereiding van een nieuw beleg stierf hij. Zijn zoon Omoertag had niet dezelfde militaire bekwaamheden als zijn vader, keizer Leo V van Byzantium versloeg de Bulgaren bij Burtodizos (het huidige Babaeski) in 814. Omoertag ontsnapte ternauwernood aan de dood, waarna hij bereid was een vredesverdrag van 30 jaar te tekenen. De grens tussen beide rijken uit 716 werd herbevestigd en op deze grens kwam een scheidingswal (de erkesia). In dat verdrag stond ook een clausule van wederzijdse bijstand.

Dit verdrag werd in 820 hernieuwd, met Leo's opvolger Michaël II Psellos.
In 821 kwam Thomas de Slaviër (een generaal en vriend van de vermoorde Leo V) in opstand, Omoertag hielp bij de ontzetting van het Beleg van Constantinopel (821-823).

## Relatie met Lodewijk de Vrome
In 804 verdeelden het Bulgaarse Rijk en het Karolingische Rijk, het Avaarse Rijk met als grens de Donau. Toen Slavische stammen in opstand kwamen tegen het harde Bulgaarse beleid (818-829), steunde Lodewijk de Vrome, Mojmír I bij het zich afscheuren van het Bulgaarse Rijk; het begin van Moravië.

## Relatie met de christenen
Net als zijn vader was Omoertag intolerant ten opzichte van de christenen (de godsdienst van zijn twee buren) en christenvervolgingen waren legio.